# Molverhouding
Molverhoudingen of moleculaire verhoudingen geven de onderlinge verhoudingen aan tussen de verschillende elementen in een stof, of de verhouding tussen grondstoffen en producten bij een reactie. Deze molverhoudingen zijn gebaseerd op telling met behulp van mol. Molverhoudingen spelen een rol bij het opstellen van reactievergelijkingen.
Voorbeeld 1: de molecuulformule voor water is H2O. De molverhouding tussen waterstof (H) en zuurstof (O) is nu dus 2:1.
Voorbeeld 2: de molecuulformule voor keukenzout is NaCl. De molverhouding tussen natrium (Na) en chloor (Cl) is nu 1:1
Voorbeeld 3: de molecuulformule voor suiker (sucrose) is C12H22O11. De verhouding tussen koolstof (C), waterstof (H) en zuurstof (O) is nu 12:22:11.
Voorbeeld 4: de reactievergelijking voor de volledige verbranding van octaan (C8H18) luidt: 2 C8H18 + 25 O2 → 16 CO2 + 18 H2O. De molverhouding tussen octaan en verbrandingsproduct CO2 is nu 1 staat tot 8 (2:16).